# 夢ねこDS
『夢ねこDS』（ゆめねこでぃーえす）は、2008年4月24日にセガより発売されたニンテンドーDS用デジタルペットゲーム。

## 概要
SEGAToysより開発・販売されている夢ねこシリーズをゲーム化したソフト。
アメリカンショートヘアーやアビシニアン、スコッティシュフォールド、三毛等の全部で60以上の種類の猫の中から一緒に暮らす猫を選択し、5つのエリアのうち自分の好みのエリアを選び、猫と暮らすコミュニケーションゲーム。猫の餌やりやおもちゃ遊びといったお世話だけではなくBGMの変更や家具の設置といったプレイヤー(飼い主)の設定も変更可能である。
「感情分析ST技術」「汎用人工知能」が搭載されておりプレイヤーの感情を読み取ることが可能。